# 목은 이색 영당
목은 이색 영당은 대한민국 경기도 연천군 왕징면 노동리에 있다. 2012년 4월 20일 연천군의 향토문화재 제16호로 지정되었다.

## 개요
고려말의 대학자 목은 이색의 영정과 위패를 모신 사당으로, 1686년(숙종 12)에 창건되었다.